# Миф, Павел Александрович
Павел Александрович Миф (настоящие имя и фамилия — Михаил Александрович Фортус; 3 августа 1901, Большая Александровка, Херсонский уезд — 10 сентября 1939, Москва) — советский историк-синолог и экономист, доктор экономических наук. Профессор и ректор Коммунистического университета трудящихся Китая, участник Китайской революции. 

## Биография
Родился в еврейской семье, отец был банковским служащим. Брат разведчицы и партизанки Марии Фортус.
Член РКП(б) с мая 1917 года. Участник Гражданской войны 1917—1920. В 1920—1921 учился в Коммунистическом университете имeни Я. М. Свердлова. Член Дальневосточного секретариата Коминтерна. С 1925 года проректор, в 1927—1929 годах —ректор Коммунистического университета трудящихся Китая (УТК-КУТК). В годы ректорства создал Научно-исследовательский институт по Китаю. В 1928—1935 годах заместитель заведующего Восточным секретариатом ИККИ, одновременно в 1930—1931 годах — секретарь Дальбюро ИККИ. Участник V (1927) и VI (1928) съездов КПК. В 1935—1937 годах — политический помощник Г. Димитрова по Китаю.
В 1936 году — ректор КУТВ. С января 1937 года — директор НИИ по изучению национальных и колониальных проблем. Доктор экономических наук (1935).
Арестован 11 декабря 1937 года. 28 июля 1938 года ВК ВС СССР приговорен к высшей мере наказания за «участие в КРТО». Расстрелян 10 сентября того же года. Реабилитирован решением ВК ВС СССР от 29 февраля 1956 года.

## Семья
Жена — Павла Исааковна Прагер (1901 — после 1990), уроженка Кременчуга, член РКП(б) с 1919 года, научный сотрудник Государственной библиотеки имени В. И. Ленина (1940—1949), в 1949–1954 годах главный библиотекарь и заведующая отделом обработки Московской областной библиотеки, в 1954—1956 годах заведующая читальным залом
Московской городской библиотеки имени А. Н. Толстого.
Сын — Ниагар Павлович Миф (2 февраля 1929 – 19 декабря 2001), сотрудник Всероссийского научно-исследовательского института метрологической службы, заслуженный метролог РФ (1997). Внучка, Виктория Ниагаровна Сергеева, работала на геологическом факультете МГУ имени М. В. Ломоносова.

## Труды
- Уроки шанхайских событий / Под общей ред. и с предисл. К. Радека М.—Л., 1926.
- Характер и движущие силы китайской революции // Большевик 1927 № 1. С. 12—26
- Китайская коммунистическая партия в критические дни // Большевик 1928 № 2. С. 63-74.
- Китайская коммунистическая партия в критические дни / Научно-исследовательский ин-т при Ун-те трудящихся Китая. — М.: Государственное издательство; Л.: Государственное издательство, 1928. — 271 с.
- Спорные вопросы китайской революции // Большевик 1928 № 3/4. С. 108—122.
- Коминтерн и колониальный вопрос // Большевик 1929 № 5. С. 44—59.
- Советское движение в Китае и задачи компартии // ПК. 1930 № 3. С. 3—9.
- Нарастание революционного движения в колониях — Харьков, 1930. — 59 с.
- Китайская революция. М., 1932.
- Современный этап революционной борьбы на колониальном Востоке // РВ. 1934 № 1. С. 36—48
- Пятнадцать лет героической борьбы: К 15-летию Коммунистической партии Китая (июль 1921—июль 1936). — М., 1936. — 119 с.
- Что происходит в Китае. — М., 1937. — 16 с.